# Society & Organizations Institute
Society & Organizations Institute to unikalne w Europie centrum interdyscyplinarne, którego członkowie, profesorowie i badacze pracują nad kwestiami społecznymi i środowiskowymi. Ich badania, działalność dydaktyczna i eksperymenty są stosowane w przedsiębiorstwach. Znajduje się na terenie kampusu HEC Paris w Jouy-en-Josas.

## Detale
Centrum jest częścią HEC Paris. Znajduje się w Jouy-en-Josas. Około 60 naukowców pracuje nad kwestiami znaczenia, włączenia społecznego i zrównoważonego rozwoju w firmach. Instytut opiera swoje badania wokół trzech głównych tematów:
- Celowe przywództwo
- Gospodarka włączająca
- Klimat i środowisko.

Centrum prowadzi kilka programów dla studentów studiów licencjackich i magisterskich, a także dla wykładowców, których celem jest promowanie koncepcji społeczeństwa. Kilka inicjatyw rozpoczętych przez centrum podniosło świadomość społeczeństwa i włączenia społecznego zarówno w społeczności Jouy-en-Josas, jak i w całym kraju.